# أنجيلو دا كوستا جونيور
أنجيلو دا كوستا جونيور (بالبرتغالية: Angelo Esmael da Costa Júnior) هو لاعب كرة قدم برازيلي في مركز حراسة المرمى، ولد في 12 نوفمبر 1983 في ساو برناردو دو كامبو في البرازيل. لعب مع سانتو أندريه ونادي أنكونا ونادي بولونيا ونادي سامبدوريا ونادي فاريسي.

## وصلات خارجية
- أنجيلو دا كوستا جونيور على موقع الاتحاد الأوربي (الإنجليزية)
- أنجيلو دا كوستا جونيور على موقع قاعدة بيانات كرة القدم.إي يو (الإنجليزية)
- أنجيلو دا كوستا جونيور على موقع Soccerway.com (الإنجليزية)
- أنجيلو دا كوستا جونيور على موقع AS.com (الإسبانية)